# HC Milano Vipers
HC Milano Vipers – włoski klub hokejowy z siedzibą w Mediolanie działający w latach 1998–2008.

## Historia
Klub został założony w 1998 i funkcjonował do 2008. W tym czasie istniał pod nazwami SG Milano-Cortina (1998–1999), Hockey Club Junior Milano (1999–2000), Hockey Club Junior Milano Vipers (2000–2008). W czasie dziesięciu lat działalności drużyna zdobyła pięciokrotnie tytuł mistrza Włoch. W sezonie 1999/2000 zespół grał w lidze francuskiej.
Trenerami klubu byli Ivano Zanatta (1998–2000) i Adolf Insam (2000–2007).
W 2008 klub zbankrutował, a w jego miejsce w mieście powstał klub Hockey Milano Rossoblu.

## Sukcesy
- Złoty medal mistrzostw Włoch (5 razy): 2002, 2003, 2004, 2005, 2006
- Puchar Włoch (3 razy): 2002, 2004, 2005
- Superpuchar Włoch (3 razy): 2001, 2002, 2006
- Drugie miejsce w Pucharze Kontynentalnym: 2001/2002

## Zawodnicy
W klubie występowali m.in. Szwed Niklas Sundström i Polak Leszek Laszkiewicz (obaj 2004-2005)